# Martirologio. Diarios
Martirologio. Diarios son los diarios del cineasta ruso Andréi Tarkovski. Cubren su vida y trabajo en la Unión Soviética y el tiempo de su exilio en Europa occidental. Después del intento de golpe de Estado en la Unión Soviética de 1991 se descubrieron varios informes que indicaban que la KGB habían accedido a los diarios. Aunque Tarkovski no se opuso abiertamente al régimen soviético, su trabajo enfatizaba los temas espirituales, lo que entraba en conflicto con la ideología oficial soviética, antirreligiosa y atea, lo que llevó a la KGB a abrir un expediente sobre él.[cita requerida]

## Los Diarios
Tarkovsky llamó a sus diarios Martirologio. Sobre su título, en 1974 dijo: "Pretencioso y falso como título, pero dejémoslo como un recuerdo de mi imborrable y futil debilidad." Los diarios son profundamente personales y fueron escritos principalmente para el propio Tarkovski. Los diarios cubren su vida y trabajo en la Unión Soviética y el período de su exilio. Algunas entradas son aparentemente triviales, como listas de la compra o datos sobre su salud. Otro tema frecuente son otros directores o artistas, que Tarkovski generalmente recuerda con actitud negativa. En otros momentos Tarkovski habla de cuestiones filosóficas o teóricas, no necesariamente relacionadas con los eventos del día a día. Tarkovski siguió escribiendo sus diarios hasta poco antes de su muerte el 28 de diciembre de 1986. La última entrada fue escrita el 15 de diciembre de 1986. Sus últimas palabras fueron "pero ahora no me quedan fuerzas - ese es el problema".

## Historia editorial
Los diarios han sido traducidos del original en ruso a 15 lenguas diferentes, a veces con diferencias significativas. Los diarios fueron publicados en 1989 en alemán. La primera edición en inglés fue publicada en 1991, traducida por Kitty Hunter-Blair, quien también tradujo Esculpir en el tiempo. Esta edición es conocida como la Calcutta edition puesto que fue publicada en India. El original ruso no fue publicado oficialmente hasta 2008. Otras traducciones importantes son las que se han hecho en francés y polaco, que se encuentran entre las más completas ediciones de los diarios. También se han realizado traducciones en checo, italiano o japonés. La primera edición en español fue publicada en 2011, traducida por Iván García Sala en la editorial Sígueme de Salamanca.